# Bustos de Inocencio X
Los bustos del Papa Innocenzo X son dos obras realizadas por Gian Lorenzo Bernini, representando a Giovanni Battista Pamphilj, es decir el Papa Inocencio X. Ambos fueron esculpidos en torno al 1650 y están conservados en la Galería Doria Pamphilj de Roma. Como en el caso de los bustos de Scipione Burgués, se cree que Bernini realizó una segunda versión en el momento en que descubrió un imperfección en la primera. Existen numerosas reelaboraciones de bustos esculpidos por otros artistas, entre los que se encuentran los de Alessandro Algardi.